# Soy pan, soy paz, soy más
«Soy pan, soy paz, soy más» es una canción con música de Piero y letra de Luis Ramón Igarzábal, poeta uruguayo nacido en el Departamento de Durazno, que fue grabada en 1981. También fue interpretada, con gran éxito, por Mercedes Sosa.

## Contexto histórico
Piero nació en Italia, pero vive en Argentina desde los 3 años. En 1968 conoció a José Techerkaski, con quien ha trabajado sus piezas en la producción y composición, bajo los ideales políticos y tomando en cuenta la historia de América Latina. En este contexto, surgió la canción «Soy pan, soy paz, soy más». Piero grabó la canción en su álbum Calor humano, de 1981, para el sello Buenas Ondas Discos. Se encontraba en la cara C del segundo LP.
Omar Espinosa, guitarrista de Mercedes Sosa, señala que un día en Madrid llegó Piero a la casa donde vivían, y le dijo "Mirá, Negra, tengo un nuevo tema", el cual era «Soy pan, soy paz, soy más». En ese momento, Sosa grabó la versión en un walkman y al otro día en la mañana Espinosa hizo un arreglo de guitarra, el cual interpretaron en la Universidad de Madrid.
Piero solía tocar sus canciones con otros intérpretes, como Soledad Bravo, Joan Báez, León Gieco, etc. En el caso de «Soy pan, soy paz, soy más», señala que cada vez que la cantaba con Mercedes Sosa solían cambiar la letra; como una vez en Tucumán, que cambiaron la mayor parte del texto para empatizar y crear un lazo fraterno con el público, quienes ya se habían apropiado de la canción.

## Letra y ritmo
Los ritmos con los que está escrita la canción son típicos del folclor argentino, dos danzas: la chacarera y la guarania paraguaya.

## Versiones
En 1982, la canción fue grabada por Mercedes Sosa en el disco Mercedes Sosa en Argentina, editado por Philips.
En 1983, el compositor y arreglista boliviano Julio Barragán Saucedo, realizó una versión coral de «Soy pan, soy paz, soy más».
En 2014, fue grabada una versión de Julia Zenko, en la pista 7 de su disco Mi libertad.
En 2020, fue interpretada por Canary Guitar Quartet con Besay Pérez como solista en el programa de Nochevieja de la RTVC (Radio Televisión Canaria).